# 博瓦迪利亚
博瓦迪利亚，是西班牙拉里奥哈自治区的一个市镇。总面积5平方公里，总人口161人（2001年），人口密度32人/平方公里。